# 维吉尼亚·维亚德
维吉尼亚·维亚德（法語：Virginie Viard；1962年—）是法国知名女性知名时装品牌香奈儿的艺术总监。

## 生平
1962年，维吉尼亚·维亚德出生在勃艮第-弗朗什-孔泰大区科多尔省第戎。
维吉尼·维亚德的职业生涯始于剧装设计师多米尼克·博格的助手。1987年，她加入知名女性知名时装品牌香奈儿，在刺绣部门工作。随后，她追随卡尔·拉格斐加入，之后又回到香奈儿出任时装设计工作室主任。2019年，卡尔·拉格斐去世后，她被任命为香奈儿的艺术总监。

## 家庭
维吉尼亚·维亚德有四个兄弟姐妹，分别是：阿诺（Arnaud）、弗朗索瓦（Françoise）、玛丽安（Marianne）和本杰明（Benjamin）。